# Karin Baur
Karin Baur ist eine Schweizer Mathematikerin und Hochschullehrerin.

## Leben und Wirken
Karin Baur machte 1997 ihr Diplom an der Universität Zürich in den Fächern Mathematik, Philosophie und Französische Literatur.
2002 wurde sie in Mathematik an der Universität Basel mit der Arbeit Two Contributions to the Representation Theory of Algebraic Groups promoviert (Ph.D.). Als Postdoc war sie anschließend an der ETH Zürich (2002–2003), an der University of California, San Diego (2003–2005) und an der University of Leicester (2005–2007) tätig. Für ihr Projekt Orbit Structures in Representation Spaces erhielt Baur 2007 die SNF-Förderprofessur und war bis 2012 Assistenz-Professorin an der ETH Zürich. Von 2011 bis 2023 lehrte sie als Professorin an der Universität Graz und seit 2018 an der University of Leeds. 2024 wurde sie zur W3-Professorin für Reine Mathematik an der Ruhr-Universität Bochum ernannt. Weiters ist sie eine der Protagonistinnen des Projektes Women of Mathematics throughout Europe.
2018 wurde Baur mit der Royal Society Wolfson Fellowship für ihre Arbeit über Surface categories and mutation ausgezeichnet.
Karin Baur ist verheiratet und hat vier Kinder.

## Wissenschaftliche Schwerpunkte
Baur ist in den Gebieten Algebra, Darstellungstheorie, Cluster-Algebra, Cluster-Kategorien, Kombinatorik und Lie Algebra tätig.